# Club Atlético San Miguel
Club Atlético San Miguel ist ein argentinischer Sportverein aus San Miguel in der Provinz Buenos Aires. Der 1922 gegründete Verein wird auch Trueno Verde genannt.

## Geschichte

### Erste Schritte (1922–1936)
Der Club Independiente San Miguel wurde am 7. August 1922 gegründet und trat 1927 der Asociación Amateurs Argentina de Football (heute AFA) bei. Zu Beginn trug das Team blaue und weiße Trikots und änderte diese nach kurzer Zeit zu den heutigen Farben Grün und Weiß. 1926 gewann es seine erste Trophäe, die Copa de Competencia der zweiten Division. Nach mehreren Fusionen und Umstrukturierungen wurde der Verein 1931 in Club Atlético San Miguel umbenannt. 1933 stieg er in die neue Zweite Division auf, konnte jedoch nur zwei Saisons dort spielen, bevor er wieder in die tiefere Liga zurückfiel.

### Wiederbelebung in den 1970ern
In den 1970er Jahren erlebte der Klub eine Wiederbelebung. 1978 erfolgte die Rückkehr in den offiziellen Wettbewerb mit der Teilnahme an der Primera D, wo er schnell Erfolge erzielte, einschließlich des Aufstiegs in die Primera C 1979 und später zur Primera B Metropolitana.

### Erfolgreiche Zeit und Schwierigkeiten (1980–2013)
Die 1980er Jahre brachten Erfolge und den Aufstieg zum "Trueno Verde". Ab 1996/97 gab es einen weiteren Aufstieg zur Primera B. Allerdings führte eine Finanzkrise in den frühen 2000er Jahren zu Rückschlägen und zwei Abstiegen innerhalb von zwei Jahren.

### Neuanfang und jüngste Erfolge (2014–2023)
Nach einer langen Durststrecke wurde 2014 der Aufstieg zur Primera C gefeiert. 2017 gelang der Aufstieg zur Primera B. Im Oktober 2023 schaffte San Miguel schließlich den Aufstieg zur Primera Nacional B nach einem Elfmeterschießen gegen Douglas Haig, womit der Verein nach 23 Jahren wieder in der zweithöchsten Liga spielt.

## Stadion
Der Club Atlético San Miguel trägt seine Heimspiele im 6800 Zuschauer fassenden Estadio Malvinas Argentinas aus. Das Stadion wurde 1978 eröffnet.

## Erfolge
- Primera B Metropolitana: 1996/97
- Primera C Metropolitana: 1984, 2016/17

## Weitere Sportarten
San Miguel bietet mit Basketball eine weitere Sportart im professionellen Bereich an.